# Lassen, Reichenau
Lassen je naselje v Občini Reichenau v Okraju Trg na Koroškem v Avstriji.